# Козиренко Юрій Сергійович
Юрій Сергійович Козиренко (нар. 27 листопада 1999, Костопіль, Рівненська область, Україна) — український футболіст, атакувальний півзахисник клубу «Поділля» (Хмельницький).

## Клубна кар'єра
Вихованець костопільського клубу «КОЛІСП-Штурм». Влітку 2014 року 14-річний нападник потрапив до молодіжної академії київського «Динамо». У дебютному для себе сезоні у ДЮФЛУ за «біло-синіх» відзначився 11-а голами у 22-х матчах. Влітку 2016 року був переведений до команди U-19, у футболці якої провів два сезони (22 матчі, 5 голів). Наприкінці серпня 2018 року кияни виключили молодого нападника з заявки на сезон.
Після цього гравець перейшов до «Ворскли». У футболці першої команди полтавського клубу дебютував 24 серпня 2019 року в переможному (3:0) виїзному поєдинку 5-го туру Прем'єр-ліги проти колвалівського «Колоса». Юрій вийшов на поле на 89-й хвилині, замінивши Ігора Пердуту. За підсумками того сезону Козиренко став з командою фіналістом Кубка України 2019/20, провівши в тому турнірі лише одну гру: в матчі 1/8 фіналу з «Колосом» він вийшов на заміну на 46-й хвилині.
У 2020 році на правах оренди виступав за першоліговий «Гірник-Спорт» із Горішніх Плавнів.
Наприкінці лютого 2021 року також на правах оренди перейшов до білоруської «Іслочі», яка виступала у вищій білоруській лізі. Після початку повномасштабного вторгнення Росії в Україну, в якому Білорусь бере участь на російському боці, Козиренко продовжив жити в Білорусі та виступати за «Іслоч». Останній матч у білоруському чемпіонаті футболіст провів 2 липня 2022 року. Всього упродовж полутора років зіграв за білоруську команду 41 матч, в яких відзначився трьома влучними ударами.
У липні 2022 року «Ворскла» відкликала форварда з оренди і невдовзі підписала з ним новий трирічний контракт. Але з другої спроби закріпитися в складі полтавчан Козиренку знову не вдалося, і в чемпіонаті України він провів лише 4 гри (сумарно 99 хвилин), щоразу виходячі на заміну.
22 лютого 2023 року підписав контракт до червня 2024 року із «Інгульцем», з яким за результатами сезону 2022/23 вилетів до першої ліги.

## Кар'єра в збірній
З 2016 по 2019 рік зіграв 11 матчів за юнацькі збірні України різних вікових категорій. Зі збірною до 17 років був учасником чемпіонату Європи 2016 року, але команда не вийшла з групи.

## Досягнення
- Фіналіст Кубка України: 2019/20